# Rec-Z

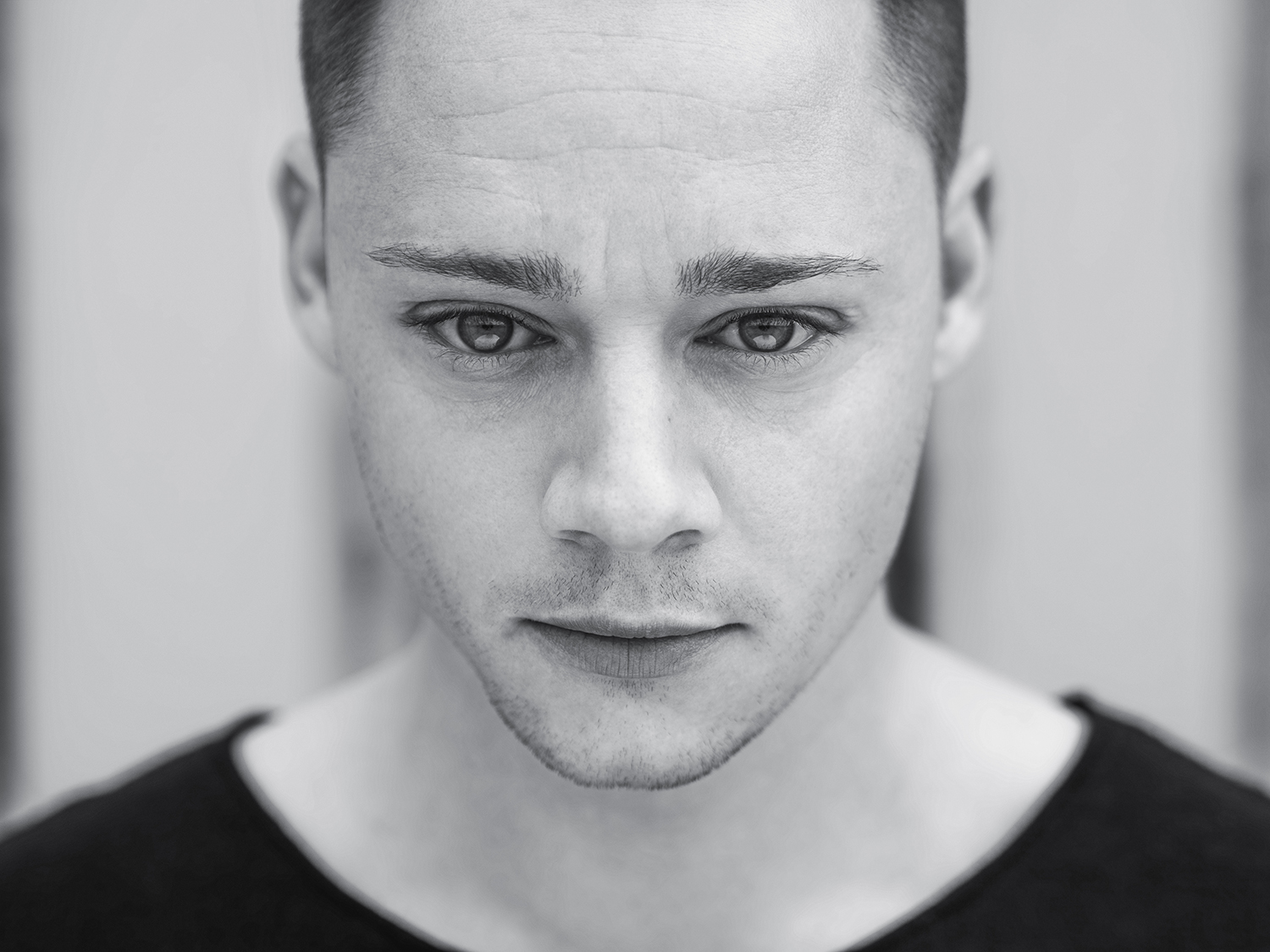
Rec-Z (2017)

Rec-Z, bürgerlich Moritz Bibow (* 19. Juli 1986 in Neustadt am Rübenberge), ist ein deutscher Rapper, der beim Hannoveraner Label intono records unter Vertrag steht.

## Name
Der Name Rec-Z (lautschriftlich [reks]) setzt sich aus dem lateinischen „rex“ (= König) und dem englischen rec (von record = aufnehmen) zusammen.

## Leben
Rec-Z wurde am 19. Juli 1986 in Neustadt am Rübenberge geboren und verbrachte seine Kindheit im Neustädter Umland. Nach dem Abschluss seiner allgemeinen Hochschulreife machte er eine Ausbildung zum Bürokaufmann in einer Medientechnikfirma aus Hannover.
2010 zog er zwecks seines Lehramtsstudiums in den Fächern Sport und Germanistik in die Stadt Oldenburg.

## Musiklaufbahn
Rec-Z begann nach eigenen Angaben gegen Ende des Jahres 2005 aktiv zu rappen. Zuvor hatte er durch das Programmieren von Instrumentalen, das Schreiben von Texten und das Aufnehmen und Abmischen von Songs seiner Freunde einige Erfahrungen gesammelt. In der folgenden Zeit veröffentlichte er zahlreiche Free-Tracks,  EPs und Mixtapes und war auf Battle-Plattformen wie der Reimliga Battle Arena (RBA) und Hiphopbattles.com aktiv. Im Jahr 2008 nahm er zum ersten Mal am Videobattleturnier (VBT) von Rappers.in teil und erreichte dort den zweiten Platz.
Nach weiteren kostenlosen Veröffentlichungen in EP- und Mixtapeumfang sowie Zusammenarbeiten mit anderen Künstlern, veröffentlichte Rec-Z am 31. Januar 2013 sein Debütalbum Kolibri und stieg damit in die digitalen Charts bei Amazon und iTunes ein.
2014 entschied sich Rec-Z, zusammen mit seiner Crew, der „Roten Bande“, bei der dritten Splash!-Edition des VBT mitzumachen.
Am 3. März 2017 erschien sein zweites Soloalbum Marke Eigenbau.

## Diskografie

### Alben
- 2013: Rec-Z – Kolibri (Label: intono records[5], Vertrieb: Rough Trade Distribution[6])
- 2017: Rec-Z – Marke Eigenbau (Label: intono records)

### EPs
- 2006: Rec-Z – Reiner Wahnsinn EP (Eigenproduktion, kostenloser Download)
- 2010: Rec-Z & B-Chris – UnIdeal EP (Eigenproduktion, kostenloser Download)
- 2011: Rec-Z & Scotch – Beste EP (Eigenproduktion, kostenloser Download), DIESE3 mit B-Chris & Kevnox (Eigenproduktion, kostenloser Download)
- 2013: Rec-Z – Epilog EP (Eigenproduktion, kostenloser Download über HipHop.de)
- 2014: Rec-Z & B-Chris & Mad Diary – Verstärkung EP (Etwas Echtes, Intono)

### Mixtapes
- 2008: Diese2 (Rec-Z & Kevnox) – Gute Mische (Eigenproduktion, kostenloser Download)
- 2011: Rec-Z – Von 2006 bis 2011 (Eigenproduktion, kostenloser Download)
- 2012: Diese3 (Rec-Z, Kevnox & B-Chris) – Mischen Complete (Eigenproduktion, kostenloser Download)

## Erfolge
- 2008: 2. Platz beim Videobattle-Turnier (VBT) von Rappers.in
- 2009: Ins 16tel des Videobattle-Turniers (VBT) von Rappers.in eingezogen[7]
- 2011: Protagonist in einem Musikbeitrag des Senders RTL Nord[8]
- 2012: Protagonist & Liveauftritt in einem Musikbeitrag des Sender RTL Nord[9]
- 2013: Album „Kolibri“ in den digitalen Amazon-Charts „Hip-Hop & Rap“ auf Platz 4[10] und in den iTunes-Charts „Hip-Hop/Rap-Alben“ auf Platz 6[11]